# Anna Sergejewna Sotnikowa
Anna Sergejewna Sotnikowa (russisch Анна Сергеевна Сотникова; * 27. Oktober 1982) ist eine russische Biathletin mit der Spezialisierung auf den Crosslauf-Sommerbiathlon.
Anna Sotnikowa trat bei den Sommerbiathlon-Weltmeisterschaften 2003 in Forni Avoltri in vier Rennen an und erreichte immer Ergebnisse unter den besten Sechs. Im Sprint erreichte sie Platz sechs und verbesserte sich in der Verfolgung bis auf Platz vier. Im Massenstartrennen musste sich die Russin nur Tetjana Litowtschenko aus der Ukraine geschlagen geben. Mit der russischen Staffel um Natalja Solowjowa und Olga Burowa gewann sie die Goldmedaille. 
2004 wurde Sotnikowa in Osrblie ausschließlich in der Staffel eingesetzt und wurde gemeinsam mit Ljubow Jermolajewa, Natalja Artibatschewa und Oksana Neupokojewa Vizeweltmeister hinter Belarus. Bei den Sommerbiathlon-Europameisterschaften 2005 in Bystřice pod Hostýnem gewann Sotnikowa hinter Olga Pachomowa Silber im Sprint, Gold im Massenstart und mit Pachomowa, Dmitri Nikiforow und Timur Nurmejew Gold mit der Mixed-Staffel.